# Berlin-Marathon 2025
| 51. Berlin-Marathon                           | 51. Berlin-Marathon |
| --------------------------------------------- | ------------------- |
| Stadt                                         | Berlin, Deutschland |
| Datum                                         | 21. September 2025  |
| Distanz                                       | 42,195 Kilometer    |
| Sieger                                        |                     |
| ← Berlin-Marathon 2024 Berlin-Marathon 2026 → |                     |
| Website                                       | Offizielle Website  |

Der Berlin-Marathon 2025 (offiziell: BMW Berlin-Marathon 2025) wird die 51. Ausgabe der jährlich stattfindenden Laufveranstaltung in Berlin, Deutschland sein.
Der Marathon soll am 21. September 2025 stattfinden. Der Termin wurde um eine Woche vorverlegt, um eine Kollision mit der, ursprünglich für den 28. September 2025 geplanten Bundestagswahl 2025 zu verhindern.
Er ist Teil der World Marathon Majors und hat das Etikett Platinum Label der World Athletics Label Road Races 2025.

## Ergebnisse

### Männer
| 01 |
| 02 |
| 03 |
| 04 |
| 05 |
| 06 |
| 07 |
| 08 |
| 09 |
| 10 |

### Frauen
| 01 |
| 02 |
| 03 |
| 04 |
| 05 |
| 06 |
| 07 |
| 08 |
| 09 |
| 10 |